# Кривая Гильберта

Первые шаги создания кривой Гильберта

Кривая Гильберта (известная также как заполняющая пространство кривая Гильберта) — это непрерывная фрактальная заполняющая пространство кривая, впервые описанная немецким математиком Давидом Гильбертом в 1891 году, как вариант заполняющих пространство кривых Пеано, открытых итальянским математиком Джузеппе Пеано в 1890 году.
Поскольку кривая заполняет плоскость, её размерность Хаусдорфа равна {\displaystyle 2} (в точности, её образ является единичным квадратом, размерность которого равна 2 при любом определении размерности, а её граф является компактным множеством, гомеоморфным замкнутому единичному интервалу с хаусдорфовой размерностью 2).
{\displaystyle H_{n}} является {\displaystyle n}-м приближением к предельной кривой. Евклидова длина кривой {\displaystyle H_{n}} равна {\displaystyle \textstyle 2^{n}-{1 \over 2^{n}}}, то есть растёт экспоненциально от {\displaystyle n}, будучи в то же время всегда в пределах квадрата с конечной площадью.

## Рисунки

Кривая Гильберта, первый шаг
Кривые Гильберта, первый и второй шаги
Кривые Гильберта, с первого по третий шаги
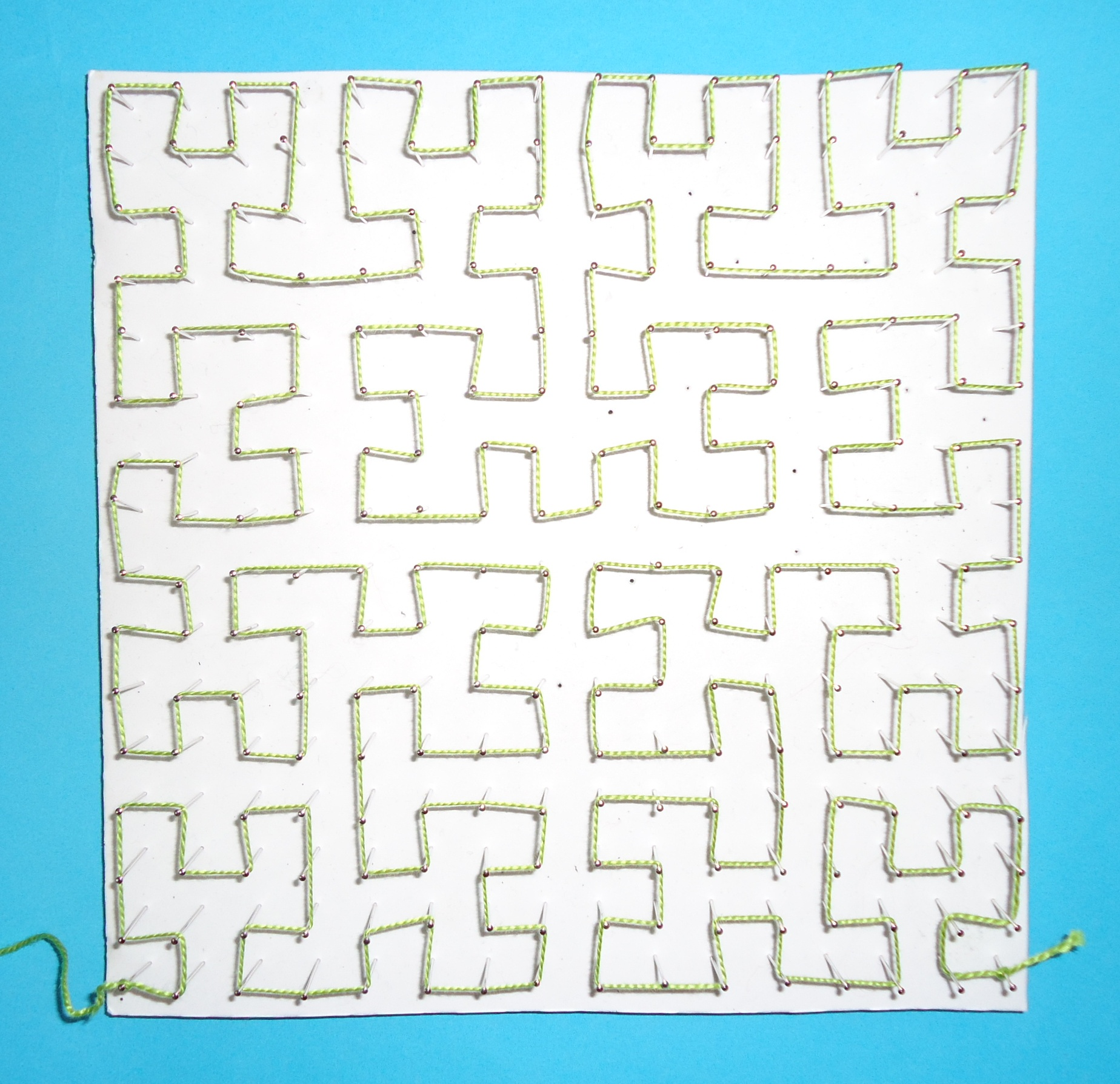
Ниточная графика
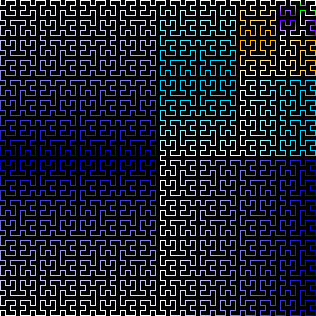
Кривая Гильберта в цвете

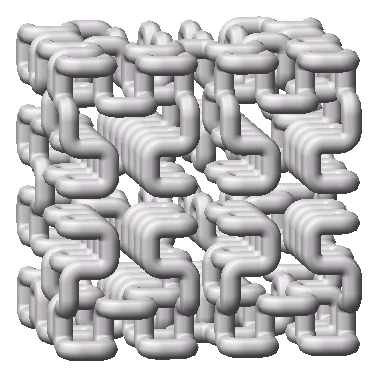
Трёхмерная кривая Гильберта
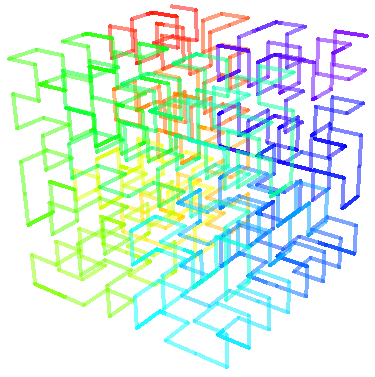
Трёхмерная кривая Гильберта в цвете, указывающем последовательность
Анимационная иллюстрация, показывающая прохождение кружков по кривой.

## Приложения и алгоритмы отображения
Как истинная кривая Гильберта, так и её дискретная аппроксимация дают отображение одномерного и двумерного пространств, довольно хорошо сохраняющих локальные свойства. Если обозначить через (x, y) координаты точки в единичном квадрате, а через d расстояние вдоль кривой, на котором эта точка достигается, то точки, имеющие близкие к d значения, будут иметь также близкие значения и к (x, y). Обратное не всегда верно — некоторые точки, имеющие близкие координаты (x, y), имеют достаточно большую разницу в расстоянии d.
Ввиду этого свойства локальности кривая Гильберта широко применяется в компьютерных программах. Например, диапазон IP-адресов, присвоенных компьютерам, можно представить в виде рисунка путём использования кривой Гильберта. Программа создания такого представления для определения цвета точек может преобразовать изображение из двумерного в одномерное, и кривая Гильберта иногда используется ввиду свойства локальности этой кривой, поскольку это позволяет сохранять близкие IP-адреса близкими на одномерном представлении. Чёрно-белая фотография может быть подвержена дизерингу при использовании меньшего числа градаций серого путём переноса остаточного значения величины яркости на следующую точку вдоль кривой Гильберта. Кривая Гильберта используется в этом случае, поскольку она не создаёт видимых глазом переходов яркости, которые получаются при построчном преобразовании. Кривые Гильберта в пространствах большей размерности являются представителями обобщений кодов Грея и иногда используются в похожих ситуациях с похожими целями. Для многомерных баз данных предлагается использовать порядок Гильберта вместо Z-порядка, поскольку он даёт лучшее сохранение локальности. Например, кривые Гильберта использовались для сжатия и ускорения индексов в виде R-дерева. Кривые Гильберта использовались также для сжатия информационных баз данных.
Полезно иметь алгоритм, позволяющий делать преобразование в обоих направлениях (как из (x, y) в d, так и из d в (x, y)). Во многих языках программирования предпочтительнее использовать итерации, а не рекурсию. Следующая программа на языке  C осуществляет отображение в обоих направлениях, используя итерации и битовые операции, а не рекурсию. Программа предполагает разбиение квадрата на n х n ячеек (квадратов со стороной 1), где n является степенью двойки. Координаты (0,0) принадлежат левому нижнему углу, а (n-1, n-1) — правому верхнему углу. Расстояние d отсчитывается от левого нижнего угла (расстояние 0) и растёт до {\displaystyle n^{2}-1} в правом нижнем углу.
```
//Преобразовать (x,y) к d

int
 
xy2d
 
(
int
 
n
,
 
int
 
x
,
 
int
 
y
)
 
{

    
int
 
rx
,
 
ry
,
 
s
,
 
d
=
0
;

    
for
 
(
s
=
n
/
2
;
 
s
>
0
;
 
s
/=
2
)
 
{

        
rx
 
=
 
(
x
 
&
 
s
)
 
>
 
0
;

        
ry
 
=
 
(
y
 
&
 
s
)
 
>
 
0
;

        
d
 
+=
 
s
 
*
 
s
 
*
 
((
3
 
*
 
rx
)
 
^
 
ry
);

        
rot
(
s
,
 
&
x
,
 
&
y
,
 
rx
,
 
ry
);

    
}

    
return
 
d
;

}

//Преобразовать d к (x,y)

void
 
d2xy
(
int
 
n
,
 
int
 
d
,
 
int
 
*
x
,
 
int
 
*
y
)
 
{

    
int
 
rx
,
 
ry
,
 
s
,
 
t
=
d
;

    
*
x
 
=
 
*
y
 
=
 
0
;

    
for
 
(
s
=
1
;
 
s
<
n
;
 
s
*=
2
)
 
{

        
rx
 
=
 
1
 
&
 
(
t
/
2
);

        
ry
 
=
 
1
 
&
 
(
t
 
^
 
rx
);

        
rot
(
s
,
 
x
,
 
y
,
 
rx
,
 
ry
);

        
*
x
 
+=
 
s
 
*
 
rx
;

        
*
y
 
+=
 
s
 
*
 
ry
;

        
t
 
/=
 
4
;

    
}

}

//вращаем/отражаем квадрант

void
 
rot
(
int
 
n
,
 
int
 
*
x
,
 
int
 
*
y
,
 
int
 
rx
,
 
int
 
ry
)
 
{

    
if
 
(
ry
 
==
 
0
)
 
{

        
if
 
(
rx
 
==
 
1
)
 
{

            
*
x
 
=
 
n
-1
 
-
 
*
x
;

            
*
y
 
=
 
n
-1
 
-
 
*
y
;

        
}

        
//Обмениваем x и y местами

        
int
 
t
  
=
 
*
x
;

        
*
x
 
=
 
*
y

        

        
*
y
 
=
 
t
;

    
}

}

```

Программа использует соглашения языка C: знак & означает побитную операцию AND (И), знак ^ — побитную XOR (ИЛИ), знак += означает оператор добавления к переменной, а знак /= — операцию деления переменной.
Функция xy2d работает сверху вниз, начиная со старших битов x и y, и начинает построение d со старших битов. Функция d2xy работает в противоположном направлении, начиная с младших битов d, и строит x и y с младших битов. Обе функции используют функцию вращения и отражения системы координат (x, y).
Оба алгоритма работают похожим образом. Весь квадрат рассматривается как 4 области 2 х 2. Каждая область состоит из 4 меньших областей и так далее до конечного уровня. На уровне s каждая область имеет s х s ячеек. Имеется единственный цикл FOR, пробегающий через уровни. На каждой итерации добавляется значение к d или к x и y, которое определяется областью (из четырёх), в которой находимся на данном уровне. Области задаются парой (rx, ry), где rx и ry принимают значение 0 или 1. Таким образом, область определяется 2 входными битами (либо двумя битами из d, либо по биту из x и y), и по ним образуется два выходных бита. Также вызывается функция вращения, чтобы (x, y) можно было использовать на следующем уровне на следующей итерации. Для xy2d она начинается с верхнего уровня всего квадрата и движется вниз до нижнего уровня до индивидуальных ячеек. Для d2xy процесс начинается снизу с ячеек и движется вверх до полного квадрата.
Можно реализовать эффективно кривые Гильберта, даже если область не образует квадрат. Более того, существуют некоторые обобщения кривых Гильберта для более высоких размерностей.

## Представление в системе Линденмайера
Создание кривой Гильберта можно переписать для L-системы.
Алфавит : A, B
Константы : F + −
Аксиома : A
Правила:
A → − B F + A F A + F B −
B → + A F − B F B − F A +
Здесь F означает «движение вперёд», «−» означает поворот влево на 90°, «+» означает поворот вправо на 90° (см. turtle graphics), а A и B игнорируются при рисовании.

## Другие реализации
Arthur Butz дал алгоритм вычисления кривой Гильберта в многомерных пространствах.
В книге Graphics Gems II обсуждается кривая Гильберта и даётся реализация.
На основе кривой Гильберта могут быть реализованы вибраторные либо печатные конструкции антенн.